# 2017 في جنوب إفريقيا
فيما يلي قوائم الأحداث التي وقعت خلال عام 2017 في جنوب أفريقيا.

## سياسة

### تعيين في المنصب
- 21 سبتمبر – نكوسازانا دلاميني زوما عضو الجمعية الوطنية لجنوب أفريقيا.

## رياضة
- 1 يناير – جنوب أفريقيا في بطولة العالم للألعاب المائية 2017

## وفيات

### مارس
- 28 مارس – أحمد كاثرادا (مواليد 1929) سياسي جنوب أفريقي.

### مايو
- 5 مايو – برنار ميتون (مواليد 1954) لاعب كرة مضرب جنوب أفريقي.

### ديسمبر
- 25 ديسمبر – ويلي تويل (مواليد 1934) ملاكم جنوب أفريقي.